# Tytan Armiansk
Le Futbolny Klub Tytan Armyansk (en ukrainien : Футбольный Клуб Титан Армянск), plus couramment abrégé en Tytan Armyansk, est un ancien club ukrainien de football fondé en 1969 puis disparu en 2014, et basé dans la ville d'Armiansk.
Il évoluait en Persha Liha.

## Histoire
Il est dissous après l'annexion de la Crimée par la Russie en 2014.

## Palmarès
| Compétitions nationales                                |
| ------------------------------------------------------ |
| - Championnat d'Ukraine D3 (1) : - Champion : 2009-10. |

## Entraîneurs du club
| - Eduard Fedine (1974 - 1975) - Herman Basov (1975 - ?) - Serhiy Kozlov (2001 - 2004) | - Anatoliy Borysenko (2005 - 2006) - Serhiy Chevtchenko (2006 - 2008) - Mykola Fedorenko (2008 - 2012) | - Serhiy Kozlov (2012) - Oleksandr Haydash (2012) - Oleh Lechtchynskyi (2012 - 2013) |